# Sonbhadra (distrikt)
Sonbhadra (hindi: सोनभद्र ज़िला, urdu: سون بھدر ضلع) er et distrikt i den indiske delstat Uttar Pradesh. Distriktets hovedstad er Robertsganj. 

## Demografi
Ved folketællingen i 2011 var der 1,862,612 indbyggere i distriktet, mod 1,463,519 i 2001. Den urbane befolkningen udgør 16,86 % af befolkningen.
Børn i alderen 0 til 6 år udgjorde 16,59 % i 2011 mod 20,69 % i 2001. Antallet af piger i den alder per tusinde drenge er 956 i 2011.